# 耳垂蹄蓋蕨
耳垂蹄蓋蕨（学名：Athyrium auriculatum）为蹄蓋蕨科蹄蓋蕨屬下的一个种。

## 扩展阅读
- 維基物種上的相關：耳垂蹄蓋蕨